# Grønholt å
Grønholt Å er en å beliggende i Nordsjælland i Fredensborg Kommune.
Grønholt Å løber langs Grønholt Hegn. Åen løber ud i Langstrup Å, som fortsætter ud i Nive Å, der ender i Øresund.